# Wereldkampioenschappen mountainbike 2012
De wereldkampioenschappen mountainbike 2012 werden van 31 augustus tot 4 september gehouden in het Oostenrijkse Saalfelden.

## Cross-Country

### Mannen
Elite
| №      | Naam                | Land  | Tijd     | Verschil |
| ------ | ------------------- | ----- | -------- | -------- |
| Goud   | Nino Schurter       | SUI   | 01:40:55 | —        |
| Zilver | Lukas Flückiger     | SUI   | 01:41:24 | +00:29   |
| Brons  | Mathias Flückiger   | SUI   | 01:41:46 | +00:51   |
| 4      | Julien Absalon      | FRA   | 01:41:59 | +01:04   |
| 5      | Fabian Giger        | SUI   | 01:42:11 | +01:16   |
| 6      | Marco Fontana       | ITA   | 01:42:40 | +01:45   |
| 7      | Manuel Fumic        | GER   | 01:42:53 | +01:58   |
| 8      | Burry Stander       | RSA   | 01:42:56 | +02:01   |
| 9      | Stéphane Tempier    | FRA   | 01:43:01 | +02:06   |
| 10     | Sergio Mantecón     | ESP   | 01:43:54 | +02:53   |
| 11     | Ralph Näf           | SUI   | 01:43:62 | +03:07   |
| 12     | Rudi van Houts      | NED   | 01:44:05 | +03:50   |
| 13     | Jaroslav Kulhavý    | CZE   | 01:44:56 | +04:01   |
| 14     | Carlos Coloma       | ESP   | 01:45:07 | +04:12   |
| 15     | Jan Skarnitzl       | CZE   |          | +04:24   |
| 16     | Christoph Sauser    | SUI   |          | +04:42   |
| 17     | Karl Markt          | AUT   |          | +04:48   |
| 18     | Geoff Kabush        | CAN   |          | +05:01   |
| 19     | Florian Vogel       | SUI   |          | +05:05   |
| 20     | Iñaki Lejarreta     | ESP   |          | +05:11   |
| 21     | Emil Lindgren       | SWE   |          | +05:23   |
| 22     | Milan Spesny        | CZE   |          | +06:06   |
| 23     | Derek Zandstra      | CAN   |          | +06:10   |
| 24     | Martin Loo          | EST   |          | +06:15   |
| 25     | Tony Longo          | ITA   |          | +06:35   |
| 26     | Maxime Marotte      | FRA   |          | +06:57   |
| 27     | Daniel Mcconnell    | AUS   |          | +07:08   |
| 28     | Kevin van Hoovels   | BEL   |          | +07:32   |
| 29     | Kohei Yamamoto      | Japan |          | +07:36   |
| 30     | Andrea Tiberi       | ITA   |          | +07:57   |
| 31     | Michal Lami         | SVK   |          | +08:40   |
| 32     | Jochen Käss         | GER   |          | +08:45   |
| 33     | Uwe Hochenwarter    | AUT   |          | +08:47   |
| 34     | Martino Fruet       | ITA   |          | +08:56   |
| 35     | Todd Wells          | USA   |          | +09:24   |
| 36     | Raphael Gagne       | CAN   |          | +09:37   |
| 37     | Andy Eyring         | GER   |          | +10:04   |
| 38     | Catriel Andres Soto | ARG   |          | +10:26   |

Beloften
| №      | Naam                    | Land | Tijd     | Verschil |
| ------ | ----------------------- | ---- | -------- | -------- |
| Goud   | Ondrej Cink             | CZE  | 01:19:40 | —        |
| Zilver | Michiel van der Heijden | NED  | 01:19:54 | +00:14   |
| Brons  | Daniele Braidot         | ITA  | 01:20:28 | +00:48   |
| ...    |                         |      |          |          |
| 6e     | Jens Schuermans         | BEL  | 01:22:19 | +02:39   |

Junioren
| №      | Naam            | Land | Tijd     | Verschil |
| ------ | --------------- | ---- | -------- | -------- |
| Goud   | Anton Cooper    | NZL  | 01:06:53 | —        |
| Zilver | Victor Koretzky | FRA  | 01:09:10 | +02:17   |
| Brons  | Titouan Carod   | FRA  | 01:09:27 | +02:34   |
| ...    |                 |      |          |          |
| 8e     | Kevin Panhuyzen | BEL  | 01:11:59 | +05:06   |
| 26e    | Jesper Slik     | NED  | 01:15:23 | +07:30   |

### Vrouwen
Elite
| №      | Naam                  | Land | Tijd     | Verschil |
| ------ | --------------------- | ---- | -------- | -------- |
| Goud   | Julie Bresset         | FRA  | 01:32:25 | —        |
| Zilver | Gunn-Rita Dahle       | NOR  | 01:34:12 | +01:47   |
| Brons  | Georgia Gould         | USA  | 01:35:37 | +03:12   |
| 4      | Esther Süss           | SUI  | 01:35:47 | +03:22   |
| 5      | Irina Kalentjeva      | RUS  | 01:35:48 | +03:23   |
| 6      | Sabine Spitz          | GER  | 01:36:10 | +03:45   |
| 7      | Tereza Huřiková       | CZE  | 01:36:15 | +03:50   |
| 8      | Lea Davison           | USA  | 01:36:15 | +03:50   |
| 9      | Aleksandra Dawidowicz | POL  | 01:36:28 | +04:03   |
| 10     | Blaža Klemenčič       | SLO  | 01:36:30 | +04:05   |

Beloften
| №      | Naam           | Land | Tijd     | Verschil |
| ------ | -------------- | ---- | -------- | -------- |
| Goud   | Jolanda Neff   | SUI  | 01:23:57 | —        |
| Zilver | Yana Belomoyna | UKR  | 01:24:15 | +00:18   |
| Brons  | Paula Gorycka  | POL  | 01:24:24 | +00:27   |

junioren
| №      | Naam                  | Land | Tijd     | Verschil |
| ------ | --------------------- | ---- | -------- | -------- |
| Goud   | Andrea Waldis         | SUI  | 01:07:29 | —        |
| Zilver | Sofia Wiedenroth      | GER  | 01:07:59 | +00:30   |
| Brons  | Lena Putz             | GER  | 01:08:48 | +01:19   |
| ...    |                       |      |          |          |
| 13e    | Britt van den Boogert | NED  | 01:15:30 | +08:01   |